# Arthur Rozenfeld
Pour les articles homonymes, voir Rozenfeld.
Arthur Rozenfeld, né le 8 février 1995 à Bron (Rhône), est un joueur professionnel français de basket-ball. Mesurant 1,81 m, il évolue au poste de meneur.

## Biographie
Le 22 juillet 2015, Arthur Rozenfeld signe à Boulogne-sur-Mer où il est remplaçant de Garrett Sim.
Le 22 juin 2016, Arthur Rozenfeld signe à Roanne pour devenir meneur titulaire et est élu meilleur progression de Pro B au terme de la saison.
Il signe par la suite chez l'Élan sportif chalonnais, où il joue le remplaçant d'Adam Smith.
Il termine sa saison à Chalon-sur-Saône avec une moyenne à 2,8 points, 0,7 rebond et 2 passes décisives par match.
Le 22 juin 2018, Arthur Rozenfeld signe pour 2 ans à Bourg-en-Bresse.
Le 1 juillet 2019, Arthur Rozenfeld signe avec la JA Vichy Clermont Métropole Basket, en Pro B.

## Palmarès
- Vainqueur de la Leaders Cup de Pro B : 2017
- Élu 3e meilleur jeune de Pro A avec l'ASVEL derrière Petr Cornelie et Axel Bouteille.